# Maciej Miszkiń
Maciej Miszkiń (ur. 4 marca 1983 w Sokółce) – polski kick-bokser, bokser wagi półciężkiej, trener i komentator boksu.

## Kick-boxing
Maciej Miszkiń sześć lat trenował kick-boxing, a jego największym sukcesem w tym sporcie było zdobycie wicemistrzostwa Europy. W 2007 zdobył wicemistrzostwo Polski w kick-boxingu, w formule low kick. W 2008 został mistrzem Polski w formule K-1, w kategorii do 81 kilogramów.

## Kariera bokserska
9 maja 2009 Miszkiń zadebiutował na zawodowym ringu, pokonując w drugiej rundzie przez nokaut Słowaka Miroslava Kvockę.
W listopadzie 2009 nawiązał współpracę z grupą promotorską KnockOut Promotions. Pierwszym pojedynkiem z nowym sztabem trenerskim była walka z Bułgarem Grigorem Sarohanianem. Po sześciu rundach, jednogłośnie na punkty wygrał Miszkiń.
15 maja 2010 Maciej Miszkiń wystąpił na gali w Łodzi, gdzie pojedynkiem wieczoru była walka o tytuł mistrza świata federacji WBC w kategorii junior ciężkiej, między Krzysztofem Włodarczykiem a Giacobbe Fragomenim. W piątej rundzie, przez techniczny nokaut, pokonał Rosjanina z niemieckim paszportem Amira Hacimuradova.
12 czerwca 2010 Miszkiń stoczył swój dziesiąty pojedynek na zawodowym ringu. Po sześciu rundach zwyciężył Rumuna Vitali Mirzę stosunkiem głosów dwa do remisu.
17 listopada 2012 Maciej Miszkiń stoczył piętnastą walkę w zawodowej karierze. Po sześciorundowym pojedynku wygrał z Bartłomiejem Grafką, jednogłośnie na punkt stosunkiem 59:56, 59:55 oraz 58:56.
23 listopada 2013 po rocznej przerwie od boksowania, spowodowanej kontuzjami, Maciej Miszkiń doznał pierwszej porażki w zawodowej karierze, przegrywając w trzeciej rundzie z Vincentem Feigenbutzem, poprzez decyzję trenera o poddaniu zawodnika.
26 kwietnia 2014, na gali boksu zawodowego w Legionowie, Miszkiń przegrał niejednogłośnie na punkty w ośmiorundowy pojedynek z Pawłem Głażewskim, stosunkiem dwa do remisu (75:78, 74:78 oraz 76:76).
18 października 2014 w Nowym Dworze Mazowieckim, przegrał niejednogłośnie na punkty w kolejny ośmiorundowy pojedynek (76:76, 75:77 i 74:77) z Białorusinem Aliaksandrem Sushchytsem.
Zwyciężając jednogłośnie na punkty 60:54, 59:55 i 59:55 na dystansie sześciu rund Łotysza Dmitrijsa Ovsjannikovsa 31 stycznia 2015 w Toruniu, przerwał serię trzech kolejnych porażek.
18 kwietnia 2015 w Legionowie wygrał jednogłośnie na punkty 97:93, 99:91 i 99:91 na dystansie dziesięciu rund w rewanżowym pojedynku z Pawłem Głażewskim.
26 września 2015, podczas gali boksu zawodowego w łódzkiej Atlas Arenie, Maciej Miszkiń odniósł 18. zawodowe zwycięstwo. Pokonał w czwartej rundzie przez techniczny nokaut 41-letniego Tomasza Gargulę.
9 marca 2016 zakończył sportową karierę. Został komentatorem boksu w Polsacie Sport, a potem na antenie TVP Sport.